# Tambari (Film)
Tambari ist ein deutscher Kinderfilm der DEFA von Ulrich Weiß aus dem Jahr 1977. Er beruht auf dem Kinderbuch Tambari von Benno Pludra.

## Handlung
Der Seemann Luden Dassow ist tot. In seinem Testament vermacht er dem Fischerdorf Koselin an der Ostsee, aus dem er stammt und wohin er kurz vor seinem Tod zurückkehrte, sein Zeesenboot Tambari. Als Auflage bestimmt er, dass der Kutter nie verkauft werden darf. Die Bewohner sind wenig begeistert. Luden Dassow, der sein Leben lang die Meere besegelte und die Welt gesehen hat, standen sie immer ablehnend gegenüber. Nur der junge Jan Töller, Sohn des Fuhrmanns Heinrich, freundete sich mit dem Alten an, begleitete ihn zum Fischen und ließ sich von ihm Geschichten seiner Abenteuer erzählen. Tambari soll eine Insel im Pazifischen Ozean sein.
Als nach Luden Dassows Tod die Tambari immer mehr verfällt, drängt Jan auf eine Reparatur des Bootes, doch haben die Erwachsenen weder Interesse noch Zeit dafür. Die Fischer plagen Sorgen, haben sie doch ein schlechtes Fangjahr. Obwohl sie in der Vergangenheit mehrere große Reusen durch heftigen Sturm verloren haben, setzen sie eine neue Reuse. Der wagemutige Versuch wird mit reichem Fang belohnt. Heinrich Töller, der die Aktion zu verantworten hatte, erlaubt seinem Sohn, die Tambari selbst zu renovieren. Schnell finden sich freiwillige Kinder, die eine provisorische Brigade gründen. Ihr Leiter wird nicht wie gewollt der Lehrer Steinkrug, der die Verantwortung scheut, sondern der Fuhrmann Kaßbaum, ein zwar trinkender, aber gutmütiger Mann.
Im Sommer schaffen es die Kinder, die Tambari wieder flottzumachen. Als bei einem heftigen Sturm die erneut ausgelegte Reuse zerstört wird, steht jedoch Jans Vater Heinrich in der Kritik. Die Fischer wollen die Tambari verkaufen und obwohl sich Heinrich weigert, die Kinder um ihre harte Arbeit zu betrügen, gibt Jan ihm die Tambari, da er seine Schwierigkeiten innerhalb der Produktionsgruppe erkennt. Jan zieht sich dadurch den Zorn seiner Kameraden zu. Nach dem Stapellauf unternehmen die Kinder mit Kaßbaum die Jungfernfahrt auf der Tambari. Zurück an Land geht der Streit zwischen den Kindern weiter, da sie nun gesehen haben, was sie mit dem Kutter hätten erleben können.
In der Dorfkneipe trifft unterdessen der Notar ein, der unter Mitwirkung der Fischer einen Dreh gefunden hat, um die testamentarische Bestimmung Luden Dassows zu umgehen. Kaßbaum stellt sich gegen die Machenschaften der Fischer und bezichtigt den Notar der Bestechlichkeit. Einige Fischer rücken von ihrem Wunsch, die Tambari zu verkaufen ab. Auch Heinrich spricht sich dagegen aus, den Kindern die Tambari wegzunehmen, und dem Notar scheinen Zweifel zu kommen.
Am Ende hält Jan mit Luden Dassow imaginäre Zwiesprache und verspricht ihm, eines Tages wie er die Welt zu erkunden.

## Produktion
Gedreht wurde unter anderem in Kamminke und der dortigen Bar Kellerberg, in der Anfangs- und Endszenen des Films in der Fischerkneipe entstanden, am Schwielowsee, auf Rügen und in Greifswald. Tambari erlebte am 8. Juli 1977 auf der Freilichtbühne des Zentralen Pionierlagers „Alexander Matrossow“ bei Bad Saarow seine Premiere.
Die Instrumentalstücke im Film werden von Uschi Brüning und Annerose Dubé stimmlich untermalt. Der Erzähler des Films ist Hans Sievers.
Tambari war das Spielfilmdebüt von Regisseur Ulrich Weiß, der auch das Drehbuch verfasste und zuvor Dokumentarfilme gedreht hatte. Der Film zählt zu den letzten Schwarzweißproduktionen der DEFA.

## Kritik
Die zeitgenössische Kritik lobte die „formale Brillanz“ des Films: Regisseur Weiß „fängt … die herbe Romantik des Meeres und der Küste ein [und] blickt … ungeschminkt in das Leben und den Alltag der Fischer.“ Gerade die formale Anleihe an den Dokumentarfilm wurde vereinzelt auch kritisiert und als „eher dokumentarisch als poetisch“ inszeniert bezeichnet.
Kritisiert wurde die Verzeichnung der Erwachsenenwelt: „[Weiß] differenziert relativ wenig, ist gelegentlich ziemlich grobschlächtig, führt eine Phalanx von Außenseitern und skurrilen Typen vor, die fast allesamt versagen, nicht imstande sind, den aufgeweckten Kindern in ihrem nützlichen Wollen beizustehen“. Das Verhalten der Erwachsenen sei im Film „überzeichnet … bis hin zur Karikatur“. Aktuelle Kritiken lobten hingegen „die sorgfältig inszenierten und beschriebenen Biografien der einzelnen Figuren“.
Der film-dienst nannte Tambari einen „Problemfilm, der für die Bewahrung von Fantasie in einer auf Rationalität ausgerichteten Welt plädiert. Durch die konsequent beibehaltene Erzählperspektive aus der Sicht eines Kindes werden die Erwachsenenfiguren oft satirisch verzerrt, was dem Film und seinem Regisseur in der DDR Schwierigkeiten brachte“.